# Morti il 4 settembre
| Questa pagina contiene informazioni ricavate automaticamente dalle voci biografiche con l'ausilio del template Bio e di un bot. L'aggiornamento è periodico e automatico e ricostruisce completamente la pagina. Se manca una persona in questa lista, sei pregato di non aggiungerla, ma accertati piuttosto che la sua voce biografica contenga il template Bio e che i dati anagrafici siano correttamente compilati. Se il template Bio manca, inseriscilo tu stesso o, in alternativa, metti l'avviso {{tmp\|Bio}} che ne segnala la mancanza. Se i dati riportati sono sbagliati, correggi direttamente la voce biografica; le modifiche saranno visibili in questa lista entro pochi giorni. Per chiarimenti vedi il progetto biografie. La lista contiene solo le 484 persone che sono citate nell'enciclopedia e per le quali è stato implementato correttamente il template Bio. Pagina aggiornata al 17 ago 2025. |

## I secolo(1)
- 78 - Candida la Vecchia, santa

## V secolo(3)
- 422 - Papa Bonifacio I, papa, vescovo e santo
- 457 - Dioscoro I di Alessandria, vescovo greco antico
- 476 - Paolo, generale romano

## IX secolo(1)
- 825 - Ida di Herzfeld, religiosa e santa tedesca

## XI secolo(1)
- 1037 - Bermudo III di León, re

## XII secolo(2)
- 1154 - Gilberto Porretano, logico, teologo e vescovo cattolico francese (n. 1070)
- 1170 - Santa Rosalia, santa italiana (n. 1130)

## XIII secolo(3)
- 1207 - Rambaldo di Vaqueiras, trovatore e militare francese (n. 1165)
- 1260 - Jacopo de' Pazzi il Vecchio, condottiero italiano (n. 1196)
- 1260 - Jacopino Rangoni, generale e politico italiano

## XIV secolo(8)
- 1304 - Enrico II di Rodez, nobile francese
- 1308 - Margherita di Borgogna, regina (n. 1250)
- 1323 - Gegeen Khan, imperatore cinese (n. 1302)
- 1324 - Sancho I di Maiorca, re (n. 1276)
- 1325 - Baybars al-Mansûrî, militare e storico
- 1369 - Marco da Viterbo, cardinale e francescano italiano
- 1376 - Jean de Bussière, cardinale francese
- 1387 - Boffo da Massa, nobile e condottiero italiano

## XV secolo(9)
- 1404 - Maria di Lusignano, sovrana italiana (n. 1382)
- 1417 - Robert Hallam, cardinale e vescovo cattolico britannico
- 1418 - Antonio di Challant, cardinale e abate italiano
- 1449 - Luigi Dal Verme, condottiero italiano
- 1458 - Maria di Trastámara (n. 1401)
- 1464 - Everso II degli Anguillara, condottiero italiano
- 1465 - Louis d'Albret, cardinale e vescovo cattolico francese (n. 1422)
- 1466 - Giacomo Tebaldi, cardinale e arcivescovo cattolico italiano
- 1476 - Niccolò d'Este, nobile italiano (n. 1438)

## XVI secolo(12)
- 1511 - Lucrezia Pico, nobildonna italiana (n. 1458)
- 1515 - Barbara di Hohenzollern, duchessa (n. 1464)
- 1547 - Caterina Mattei, monaca cristiana italiana (n. 1486)
- 1565 - Simone Pasqua Di Negro, cardinale e vescovo cattolico italiano (n. 1492)
- 1571 - Matthew Stuart, nobile scozzese (n. 1516)
- 1576 - Romolo Archinto, vescovo cattolico italiano (n. 1513)
- 1578 - Alfonsino d'Este, nobile italiano (n. 1560)
- 1588 - Robert Dudley, I conte di Leicester, conte inglese (n. 1532)
- 1588 - Claudio Gonzaga, nobile italiano (n. 1548)
- 1590 - James Croft, politico britannico (n. 1518)
- 1593 - Francesco Caruso, vescovo cattolico e poeta italiano
- 1595 - Geremia II Tranos, arcivescovo ortodosso greco

## XVII secolo(16)
- 1618 - Nicolò Rusca, presbitero svizzero (n. 1563)
- 1625 - Filiberto Milliet, arcivescovo cattolico italiano (n. 1561)
- 1626 - Cosimo Baroncelli, scrittore e funzionario italiano (n. 1569)
- 1630 - Ottavio Leoni, pittore e incisore italiano (n. 1578)
- 1632 - Hessel Gerritsz, cartografo, editore e incisore olandese (n. 1581)
- 1642 - Thomas Smyth, mercante e politico inglese (n. 1558)
- 1662 - Girolamo Gravina, missionario italiano (n. 1603)
- 1665 - Angelo Mausoni, vescovo cattolico italiano
- 1666 - Girolamo Colonna, cardinale e arcivescovo cattolico italiano (n. 1604)
- 1667 - Melchiorre Cafà, scultore maltese (n. 1636)
- 1667 - Frans Francken III, pittore fiammingo (n. 1607)
- 1676 - Carlo Fiorentino di Salm, militare olandese (n. 1638)
- 1680 - Wilderich von Walderdorff, vescovo cattolico austriaco (n. 1617)
- 1683 - John Owen, predicatore e teologo inglese (n. 1616)
- 1696 - Celestino Sfondrati, cardinale, vescovo cattolico e teologo italiano (n. 1644)
- 1697 - François d'Orbay, architetto e incisore francese (n. 1634)

## XVIII secolo(23)
- 1709 - Jean-François Regnard, poeta e commediografo francese (n. 1655)
- 1712 - Francesco Moneti, francescano, astronomo e letterato italiano (n. 1635)
- 1721 - María Luisa Manrique de Lara y Gonzaga, nobildonna spagnola (n. 1649)
- 1724 - Giuseppe Lotario Conti, VI duca di Poli e Guadagnolo, nobile italiano (n. 1651)
- 1727 - Cristiana Eberardina di Brandeburgo-Bayreuth, regina (n. 1671)
- 1732 - Armengol Amill, generale spagnolo (n. 1665)
- 1739 - George Lillo, scrittore e drammaturgo inglese (n. 1691)
- 1742 - Sofia Albertina di Erbach-Erbach, contessa tedesca (n. 1683)
- 1745 - Cristiano Ernesto di Sassonia-Coburgo-Saalfeld, duca (n. 1683)
- 1751 - Jacques Philippe D'Orville, filologo e storico olandese (n. 1696)
- 1757 - Christopher Butler, arcivescovo cattolico e nobile irlandese (n. 1673)
- 1759 - Girolamo Chiti, compositore italiano (n. 1679)
- 1759 - Elisabetta Carolina di Hannover, principessa inglese (n. 1741)
- 1767 - Charles Townshend, politico britannico (n. 1725)
- 1768 - Pietro Correr, politico e diplomatico italiano (n. 1707)
- 1771 - Frederick Calvert, VI barone Baltimore, nobile inglese (n. 1731)
- 1780 - Pierre-Etienne Moitte, pittore e incisore francese (n. 1722)
- 1783 - Francesco Niccolò Gonzaga, marchese (n. 1731)
- 1784 - César-François Cassini, astronomo francese (n. 1714)
- 1785 - Giorgio Domenico Fossati, architetto, incisore e scrittore svizzero (n. 1705)
- 1789 - Catherine Ponsonby, nobildonna inglese (n. 1742)
- 1791 - Daniel Nettelbladt, giurista tedesco (n. 1719)
- 1799 - Ettore Carafa, militare e patriota italiano (n. 1767)

## XIX secolo(55)
- 1803 - Carlo Mondini, medico e anatomista italiano (n. 1729)
- 1810 - Giuseppe Rotella, brigante italiano (n. 1780)
- 1811 - Matsumura Goshun, pittore giapponese (n. 1752)
- 1812 - Hieronim Janusz Sanguszko, nobile e generale polacco (n. 1743)
- 1813 - Jean-François Thomas de Thomon, architetto francese (n. 1760)
- 1813 - James Wyatt, architetto britannico (n. 1746)
- 1816 - Vincenzo Malacarne, anatomista e chirurgo italiano (n. 1744)
- 1817 - Antonio Sandi, incisore italiano (n. 1733)
- 1821 - José Miguel Carrera, generale e patriota cileno (n. 1785)
- 1822 - Wenzel Joseph von Colloredo, generale austriaco (n. 1739)
- 1822 - Francisco Javier de Elío, generale spagnolo (n. 1767)
- 1823 - Sophie de Condorcet, scrittrice e traduttrice francese (n. 1764)
- 1825 - Frederick Howard, V conte di Carlisle, nobile, politico e scrittore britannico (n. 1748)
- 1827 - Heinrich Boie, zoologo tedesco (n. 1784)
- 1829 - Valerian Grigor'evič Madatov, generale russo (n. 1782)
- 1833 - Leo Raymond De Neckère, missionario e vescovo cattolico belga (n. 1800)
- 1834 - Maria Francesca di Braganza, nobile portoghese (n. 1800)
- 1838 - Tancredi Falletti di Barolo, nobile italiano (n. 1782)
- 1839 - Hendrik Voogd, pittore olandese (n. 1768)
- 1846 - Abigail Mott, docente e attivista statunitense (n. 1795)
- 1849 - Friedrich Laun, romanziere tedesco (n. 1770)
- 1851 - Levi Woodbury, giurista e politico statunitense (n. 1789)
- 1852 - William MacGillivray, naturalista britannico (n. 1796)
- 1854 - Santiago Mariño, politico venezuelano (n. 1788)
- 1854 - Heinrich Wilhelm Ferdinand Wackenroder, farmacista e chimico tedesco (n. 1798)
- 1855 - Carlo Giuliani, organaro italiano (n. 1796)
- 1857 - Paolo Maria Mondìo, vescovo cattolico italiano (n. 1795)
- 1859 - Friedrich Wilhelm Leopold Pfeil, naturalista tedesco (n. 1783)
- 1864 - Stephen Harriman Long, ingegnere, esploratore e militare statunitense (n. 1784)
- 1865 - James Owen, politico statunitense (n. 1784)
- 1867 - Pierre Alain Boudousquié, politico francese (n. 1791)
- 1867 - Giovanni Battista Piatti, ingegnere italiano (n. 1813)
- 1868 - Eduard Friedrich Poeppig, botanico, zoologo e esploratore tedesco (n. 1798)
- 1869 - Giovanni Acerbi, militare, patriota e politico italiano (n. 1825)
- 1874 - Manuel Antonio Carreño, musicista, insegnante e diplomatico venezuelano (n. 1812)
- 1875 - Giuseppe Sanna Sanna, politico italiano (n. 1821)
- 1878 - Enrico Falck, imprenditore e ingegnere francese (n. 1828)
- 1878 - Giovanni Noseda, imprenditore italiano (n. 1816)
- 1879 - Edward Blore, architetto e antiquario inglese (n. 1787)
- 1880 - Cándido Bareiro, politico paraguaiano (n. 1833)
- 1882 - Georges Leclanché, ingegnere francese (n. 1839)
- 1883 - Carlo Tenca, letterato, giornalista e politico italiano (n. 1816)
- 1885 - Telemaco Ferrini, politico italiano (n. 1841)
- 1886 - Benjamin F. Cheatham, generale statunitense (n. 1820)
- 1891 - George Hewston, politico statunitense (n. 1826)
- 1891 - Ferdinando Salvatore Dino, politico italiano (n. 1811)
- 1892 - Ercole Nardi, archeologo italiano (n. 1819)
- 1892 - Ferdinand von Rosenzweig, militare e ingegnere austriaco (n. 1812)
- 1893 - Giacomo Plezza, politico italiano (n. 1806)
- 1894 - Salesio Balsano, politico italiano (n. 1819)
- 1894 - Edward Augustus Inglefield, ammiraglio e pittore britannico (n. 1820)
- 1897 - Émile Bin, pittore e politico francese (n. 1825)
- 1898 - Christian Garnier, geografo francese (n. 1872)
- 1899 - Mary Elizabeth Barber, naturalista, entomologa e botanica britannica (n. 1818)
- 1899 - Jovan Ristić, politico e diplomatico serbo (n. 1831)

## XX secolo(233)
- 1903 - Marie Cécile Galos, compositrice francese (n. 1821)
- 1904 - Achille Arese Lucini, politico italiano (n. 1841)
- 1904 - Gustav Frederik Esmann, drammaturgo e giornalista danese (n. 1860)
- 1904 - Martin Johnson Heade, pittore statunitense (n. 1819)
- 1904 - Carlo von Erlanger, ornitologo e esploratore tedesco (n. 1872)
- 1905 - Giulio D'Alì Staiti, imprenditore e politico italiano (n. 1864)
- 1905 - William Dean, ingegnere britannico (n. 1840)
- 1907 - Edvard Grieg, compositore e pianista norvegese (n. 1843)
- 1908 - Rūdolfs Blaumanis, scrittore, giornalista e drammaturgo lettone (n. 1863)
- 1909 - Domenico Carutti, storico, diplomatico e politico italiano (n. 1821)
- 1909 - Clyde Fitch, drammaturgo e scrittore statunitense (n. 1865)
- 1914 - Theodor Weber, medico e patologo tedesco (n. 1829)
- 1916 - Fausto Pesci, aviatore e militare italiano
- 1917 - Nicolò Garaventa, insegnante italiano (n. 1848)
- 1917 - Erich Hahn, militare e aviatore tedesco (n. 1891)
- 1918 - Anastasija Gendrikova, nobildonna russa (n. 1887)
- 1918 - Ekaterina Šnejder, insegnante russa (n. 1856)
- 1919 - Lazzaro Frizzi, avvocato, patriota e politico italiano (n. 1838)
- 1922 - Pratap Singh, indiano (n. 1845)
- 1925 - Fozio di Alessandria, vescovo ortodosso greco (n. 1853)
- 1925 - Riccardo Sebellin, imprenditore, politico e dirigente sportivo italiano (n. 1847)
- 1925 - Morris Simmonds, medico tedesco (n. 1855)
- 1925 - Reginald Claypoole Vanderbilt, statunitense (n. 1880)
- 1927 - Gennaro Pardo, pittore italiano (n. 1865)
- 1929 - Dina Bélanger, religiosa canadese (n. 1897)
- 1930 - Vladimir Klavdievič Arsen'ev, esploratore, naturalista e cartografo russo (n. 1872)
- 1931 - Leopoldo Salvatore d'Asburgo-Lorena, nobile austriaco (n. 1863)
- 1932 - Leo Maduschka, alpinista, scrittore e germanista tedesco (n. 1908)
- 1933 - Émile Sacré, velista francese (n. 1861)
- 1935 - Mario Baratta, geografo italiano (n. 1868)
- 1935 - Jacques Peirotes, politico tedesco (n. 1869)
- 1936 - Giuseppe di Gesù e Maria, presbitero spagnolo (n. 1880)
- 1937 - Antonio Alonzo, militare italiano (n. 1910)
- 1937 - Stefano Bilardello, militare italiano (n. 1893)
- 1937 - Juan Campisteguy, politico uruguaiano (n. 1859)
- 1937 - Umberto Carrano, militare italiano (n. 1895)
- 1937 - Luigi Della Torre, politico e banchiere italiano (n. 1861)
- 1937 - Paolo Lugano, militare italiano (n. 1912)
- 1937 - Evgenij Bronislavovič Pašukanis, giurista sovietico (n. 1891)
- 1937 - Giovanni Salviucci, compositore e critico musicale italiano (n. 1907)
- 1938 - Oreste Candi, liutaio italiano (n. 1865)
- 1938 - Al Ernest Garcia, attore statunitense (n. 1887)
- 1938 - Patrick Joseph Hayes, cardinale e arcivescovo cattolico statunitense (n. 1867)
- 1940 - Helene Chadwick, attrice statunitense (n. 1897)
- 1940 - Angelo Gremo, ciclista su strada italiano (n. 1887)
- 1940 - Alfred Kienzle, pallanuotista tedesco (n. 1913)
- 1940 - Nagahisa, principe Kitashirakawa, principe e militare giapponese (n. 1910)
- 1941 - Carlo Romagnoli, aviatore e militare italiano (n. 1905)
- 1942 - Sergio Bresciani, militare italiano (n. 1924)
- 1942 - Rubén Ruiz Ibárruri, militare spagnolo (n. 1920)
- 1942 - Arthur Preiss, calciatore austriaco (n. 1887)
- 1942 - J. Walter Ruben, sceneggiatore, regista e produttore cinematografico statunitense (n. 1899)
- 1943 - Giuseppe Cenni, ufficiale e aviatore italiano (n. 1915)
- 1943 - Renato Moglia, ufficiale e aviatore italiano (n. 1916)
- 1943 - Gabriel Rosca, regista, attore e sceneggiatore francese (n. 1895)
- 1944 - Erich Fellgiebel, generale tedesco (n. 1886)
- 1944 - Heinrich Graf von Lehndorff-Steinort, militare tedesco (n. 1909)
- 1944 - Basil Lubbock, navigatore e scrittore britannico (n. 1876)
- 1944 - Fritz Thiele, ufficiale tedesco (n. 1897)
- 1946 - Lovro Hacin, poliziotto e avvocato jugoslavo (n. 1903)
- 1946 - Leon Rupnik, generale jugoslavo (n. 1880)
- 1946 - Erwin Rösener, generale e criminale di guerra tedesco (n. 1902)
- 1946 - Enrico Scalini, agronomo, imprenditore e politico italiano (n. 1857)
- 1947 - Luigi Abello, giurista italiano (n. 1870)
- 1947 - Frank Doremus, politico statunitense (n. 1865)
- 1947 - Arthur Johns, ingegnere statunitense (n. 1889)
- 1948 - Alice Barbi, violinista e mezzosoprano italiana (n. 1858)
- 1948 - Bruno Croatto, pittore italiano (n. 1875)
- 1949 - Paul Chocque, pistard e ciclista su strada francese (n. 1910)
- 1949 - Herbert Eulenberg, drammaturgo, poeta e scrittore tedesco (n. 1876)
- 1949 - R. A. J. Walling, giornalista e scrittore inglese (n. 1869)
- 1950 - Max Davidson, attore tedesco (n. 1875)
- 1950 - Indra Rajya Lakshmi Devi, principessa nepalese (n. 1926)
- 1950 - Pieter Franciscus Dierckx, pittore belga (n. 1871)
- 1951 - Louis Adamic, scrittore e giornalista sloveno (n. 1898)
- 1952 - Majida Boulila, attivista tunisina (n. 1931)
- 1952 - Carlo Sforza, nobile, diplomatico e politico italiano (n. 1872)
- 1953 - Magdalon Monsen, calciatore norvegese (n. 1910)
- 1953 - Karl Willy Wagner, ingegnere tedesco (n. 1883)
- 1954 - Maurice Tillet, wrestler e rugbista a 15 francese (n. 1903)
- 1955 - Christen Gran Bøgh, avvocato norvegese (n. 1876)
- 1955 - Paride Ferrari, ciclista su strada italiano (n. 1891)
- 1955 - Hans Lietzmann, pittore e disegnatore tedesco (n. 1872)
- 1956 - Augustin Chantrel, calciatore francese (n. 1906)
- 1956 - Gino De Martino, tennista e dirigente sportivo italiano (n. 1875)
- 1957 - Marianne Löfgren, attrice svedese (n. 1910)
- 1957 - Sofia Adelaide in Baviera, principessa tedesca (n. 1875)
- 1957 - Cesare Spellanzon, giornalista e storico italiano (n. 1884)
- 1958 - Raffaele Paolucci, militare, politico e medico italiano (n. 1892)
- 1958 - Thomas Brand, III visconte Hampden, generale inglese (n. 1869)
- 1959 - Hazel Buckham, attrice statunitense (n. 1888)
- 1959 - Otto Schindler, ittiologo e zoologo tedesco (n. 1906)
- 1959 - Jean Houzeau de Lehaie, biologo belga (n. 1867)
- 1960 - Alfred E. Green, regista e attore statunitense (n. 1889)
- 1960 - Charles Hemmerlin, cestista francese (n. 1912)
- 1960 - Gustave Pelgrims, calciatore belga (n. 1878)
- 1960 - Laurent Riboulet, tennista francese (n. 1871)
- 1960 - Pasquale Simonelli, banchiere italiano (n. 1878)
- 1961 - Théodore Simon, psicologo francese (n. 1873)
- 1961 - Emil von Dungern, scienziato tedesco (n. 1867)
- 1962 - Carlo Buttafochi, avvocato e politico italiano (n. 1882)
- 1962 - William Clothier, tennista statunitense (n. 1881)
- 1962 - Enzo Gainotti, attore italiano (n. 1892)
- 1962 - John P. McCarthy, regista, sceneggiatore e attore statunitense (n. 1884)
- 1963 - Lorenzo Amati, pallonista italiano (n. 1880)
- 1963 - Robert Schuman, politico francese (n. 1886)
- 1964 - José María Belauste, calciatore spagnolo (n. 1889)
- 1964 - Werner Bergengruen, scrittore tedesco (n. 1892)
- 1964 - Peter Farmer, allenatore di calcio scozzese (n. 1886)
- 1964 - Bror Fock, mezzofondista svedese (n. 1888)
- 1964 - Arthur Gäbelein, calciatore tedesco (n. 1893)
- 1964 - Paul Klingenburg, pallanuotista tedesco (n. 1917)
- 1964 - Lothar Müthel, attore tedesco (n. 1896)
- 1964 - Clément-Emile Roques, cardinale e arcivescovo cattolico francese (n. 1880)
- 1965 - Tommy Hampson, mezzofondista e velocista britannico (n. 1907)
- 1965 - Albert Schweitzer, medico, teologo e filantropo tedesco (n. 1875)
- 1965 - Angelo Donato Tirabassi, docente e politico italiano (n. 1907)
- 1966 - Enrico Dall'Oglio, editore italiano (n. 1900)
- 1966 - Alfred Roth, calciatore francese (n. 1891)
- 1966 - Berto Zampieri, scultore italiano (n. 1910)
- 1967 - Joseph Beerli, bobbista svizzero (n. 1901)
- 1967 - Armando Businco, medico italiano (n. 1886)
- 1967 - Ricardo Ornelas, giornalista, calciatore e allenatore di calcio portoghese (n. 1899)
- 1967 - Jaroslav Vlček, calciatore cecoslovacco (n. 1900)
- 1968 - Secondo Martinetto, ciclista su strada italiano (n. 1894)
- 1969 - Raymond Flacher, schermidore francese (n. 1903)
- 1969 - Marcel Riesz, matematico ungherese (n. 1886)
- 1970 - Ottorino Luschi, fantino italiano (n. 1887)
- 1971 - Niccolò Gallo, critico letterario e curatore editoriale italiano (n. 1912)
- 1972 - Aage Jørgensen, ginnasta danese (n. 1900)
- 1972 - Jules Monsallier, calciatore francese (n. 1907)
- 1973 - Elise Ottesen-Jensen, educatrice, giornalista e anarchica norvegese (n. 1886)
- 1974 - Creighton Abrams, generale statunitense (n. 1914)
- 1974 - Marcel Achard, scrittore e drammaturgo francese (n. 1899)
- 1974 - Lucio Venna, pittore italiano (n. 1897)
- 1975 - Walley Barnes, calciatore e allenatore di calcio gallese (n. 1920)
- 1975 - Antonio Niedda, poliziotto e militare italiano (n. 1931)
- 1975 - Jānis Sudrabkalns, scrittore lettone (n. 1894)
- 1975 - Concetta Scaravaglione, scultrice e docente statunitense (n. 1900)
- 1976 - Laco Novomeský, poeta, saggista e giornalista slovacco (n. 1904)
- 1976 - Giggi Spaducci, commediografo e poeta italiano (n. 1889)
- 1977 - Jan Elfring, calciatore olandese (n. 1902)
- 1977 - Giuseppe Marchese, politico e storico italiano (n. 1892)
- 1977 - Arduino Pellegrini, politico italiano (n. 1903)
- 1977 - Jean Rostand, biologo, filosofo e aforista francese (n. 1894)
- 1977 - Ernst Friedrich Schumacher, economista, filosofo e scrittore tedesco (n. 1911)
- 1978 - Herbert Dingle, fisico e filosofo inglese (n. 1890)
- 1978 - Ștefan Odobleja, medico rumeno (n. 1902)
- 1978 - Mario Palanti, architetto italiano (n. 1885)
- 1979 - Guy Bolton, librettista e scrittore inglese (n. 1884)
- 1979 - Francisco Gibert, pallanuotista spagnolo (n. 1900)
- 1979 - Anton Milkov, calciatore bulgaro (n. 1954)
- 1979 - Ernie Peppiatt, sollevatore britannico (n. 1917)
- 1979 - Jef van de Wiele, politico belga (n. 1903)
- 1980 - Ėrast Pavlovič Garin, regista cinematografico sovietico (n. 1902)
- 1980 - Walter Kaufmann, filosofo, traduttore e poeta tedesco (n. 1921)
- 1981 - Carl Knowles, cestista statunitense (n. 1910)
- 1981 - David Peel, attore inglese (n. 1920)
- 1982 - Jean Boudehen, canoista francese (n. 1939)
- 1982 - Gino Cerrito, storico italiano (n. 1922)
- 1982 - Raúl Fernández Robert, cestista messicano (n. 1905)
- 1982 - Beppe Guzzi, pittore italiano (n. 1902)
- 1982 - Joseph Vincent Sullivan, vescovo cattolico statunitense (n. 1919)
- 1983 - Aleksandr Nikolaevič Andrievskij, regista cinematografico sovietico (n. 1899)
- 1983 - Paul Eberhard, bobbista svizzero (n. 1917)
- 1983 - Olga Monsani, avvocata e attivista italiana (n. 1891)
- 1983 - Katsutoshi Nekoda, pallavolista e allenatore di pallavolo giapponese (n. 1944)
- 1983 - Andrea Spadini, scultore italiano (n. 1912)
- 1984 - Fedir Parfenovyč Bohatyrčuk, scacchista sovietico (n. 1892)
- 1984 - Ernst Stueckelberg, fisico e matematico svizzero (n. 1905)
- 1984 - Bjarne Johnsen, ginnasta norvegese (n. 1892)
- 1984 - Ansaldo Poggi, liutaio italiano (n. 1893)
- 1985 - Isabel Jeans, attrice inglese (n. 1891)
- 1985 - Yvonne Jourjon, paracadutista e aviatrice francese (n. 1899)
- 1985 - Costanzo Micci, vescovo cattolico italiano (n. 1918)
- 1985 - George O'Brien, attore statunitense (n. 1899)
- 1985 - Vasyl' Stus, poeta e attivista ucraino (n. 1938)
- 1986 - Tito Manlio Bettini, veterinario italiano (n. 1908)
- 1986 - Roberto Gavaldón, regista e sceneggiatore messicano (n. 1909)
- 1986 - Hank Greenberg, giocatore di baseball statunitense (n. 1911)
- 1986 - Aldo Patocchi, incisore, giornalista e illustratore svizzero (n. 1907)
- 1986 - Sid Tanenbaum, cestista statunitense (n. 1925)
- 1986 - Walter Wanderley, pianista, organista e musicista brasiliano (n. 1932)
- 1987 - Giovanni Mari, imprenditore e dirigente sportivo italiano (n. 1920)
- 1987 - Richard Marquand, regista britannico (n. 1937)
- 1988 - Dick Clark, cestista statunitense (n. 1944)
- 1988 - Leonard Huxley, fisico australiano (n. 1902)
- 1989 - Colin Clark, economista inglese (n. 1905)
- 1989 - Gigliola Lo Cascio Galante, politica e psicologa italiana (n. 1942)
- 1989 - Giuseppe Mazzariol, bibliotecario e storico dell'arte italiano (n. 1922)
- 1989 - Georges Simenon, scrittore belga (n. 1903)
- 1989 - Ronald Syme, storico neozelandese (n. 1903)
- 1990 - Lawrence A. Cremin, storico statunitense (n. 1925)
- 1990 - Irene Dunne, attrice e cantante statunitense (n. 1898)
- 1990 - Giuseppe Gobbato, marciatore italiano (n. 1904)
- 1990 - Alceo Lipizer, calciatore italiano (n. 1921)
- 1991 - Charlie Barnet, sassofonista, direttore d'orchestra e compositore statunitense (n. 1913)
- 1991 - Gerardo Catena, carabiniere italiano (n. 1967)
- 1991 - Henri-Marie de Lubac, gesuita, teologo e cardinale francese (n. 1896)
- 1991 - Tom Tryon, attore e scrittore statunitense (n. 1926)
- 1991 - Dottie West, cantante statunitense (n. 1932)
- 1992 - Rubén Isidro Alonso, presbitero uruguaiano (n. 1929)
- 1992 - Yasuji Mori, animatore giapponese (n. 1925)
- 1992 - John van Dreelen, attore olandese (n. 1922)
- 1993 - Tommy Cheadle, calciatore inglese (n. 1919)
- 1993 - Edoardo Facduelle, militare e politico italiano (n. 1902)
- 1993 - Hervé Villechaize, attore francese (n. 1943)
- 1994 - Augusto Chizzoli, fumettista italiano (n. 1943)
- 1994 - Hubertus Tellenbach, psichiatra tedesco (n. 1914)
- 1995 - William Kunstler, avvocato, attivista e poeta statunitense (n. 1919)
- 1995 - Fabio Pittorru, sceneggiatore, regista e scrittore italiano (n. 1928)
- 1995 - Agostino Zavattini, politico italiano (n. 1928)
- 1996 - Victor Aaron, attore statunitense (n. 1956)
- 1996 - Joan Clarke, crittanalista e numismatica britannica (n. 1917)
- 1996 - Jeanne Juilla, modella francese (n. 1910)
- 1996 - Egisto Sarnelli, cantante e chitarrista italiano (n. 1935)
- 1997 - Khaled Abdul-Wahab, imprenditore tunisino (n. 1911)
- 1997 - René Bihel, calciatore francese (n. 1916)
- 1997 - Fabio Di Celmo, imprenditore italiano (n. 1965)
- 1997 - Hans Eysenck, psicologo tedesco (n. 1916)
- 1997 - Aldo Rossi, architetto e teorico dell'architettura italiano (n. 1931)
- 1998 - Hans Brenner, attore austriaco (n. 1938)
- 1998 - Robert Higgins, sollevatore statunitense (n. 1925)
- 1998 - Inge Scholl, scrittrice tedesca (n. 1917)
- 1998 - Igor' Vladimirovič Sorin, attore e chitarrista russo (n. 1969)
- 1999 - Emilio Aldecoa, calciatore e allenatore di calcio spagnolo (n. 1922)
- 1999 - Orlando Pereira, allenatore di calcio e calciatore brasiliano (n. 1949)
- 1999 - Zhao Ming, regista cinese (n. 1915)
- 2000 - David Brown, bassista statunitense (n. 1947)
- 2000 - Mihály Mayer, pallanuotista ungherese (n. 1933)
- 2000 - Antonio Ruberti, ingegnere e politico italiano (n. 1927)
- 2000 - Mary Shepard, artista e illustratrice britannica (n. 1909)
- 2000 - Augusto Vargas Alzamora, cardinale e arcivescovo cattolico peruviano (n. 1922)

## XXI secolo(116)
- 2001 - Maria Alfero, velocista italiana (n. 1922)
- 2001 - Casimiro Ferrari, alpinista italiano (n. 1940)
- 2001 - Sándor Simó, produttore cinematografico, attore e regista ungherese (n. 1934)
- 2002 - Jerome Biffle, lunghista statunitense (n. 1928)
- 2002 - Vlado Perlemuter, pianista lituano (n. 1904)
- 2003 - Lola Bobescu, violinista belga (n. 1921)
- 2003 - Sion Segre Amar, scrittore italiano (n. 1910)
- 2003 - Tibor Varga, violinista, direttore d'orchestra e pedagogo ungherese (n. 1921)
- 2003 - Renata Zatti Cicuttini, pianista, compositrice e violoncellista italiana (n. 1932)
- 2004 - George Baird, velocista statunitense (n. 1907)
- 2004 - Alphonso Ford, cestista statunitense (n. 1971)
- 2004 - Serge Marquand, attore e produttore cinematografico francese (n. 1930)
- 2005 - Ennio Pintacuda, gesuita, sociologo e attivista italiano (n. 1933)
- 2006 - Alberto Alberti, produttore discografico italiano (n. 1932)
- 2006 - Rémy Belvaux, attore, regista e produttore cinematografico belga (n. 1966)
- 2006 - John Conte, attore statunitense (n. 1915)
- 2006 - Giacinto Facchetti, calciatore e dirigente sportivo italiano (n. 1942)
- 2006 - Bernard Galler, matematico e informatico statunitense (n. 1928)
- 2006 - Steve Irwin, naturalista, personaggio televisivo e divulgatore scientifico australiano (n. 1962)
- 2006 - Khadaffy Janjalani, terrorista e generale filippino (n. 1975)
- 2006 - Domenico Pizzichemi, cestista e allenatore di pallacanestro italiano (n. 1940)
- 2006 - Gerhard Thyben, militare e aviatore tedesco (n. 1922)
- 2006 - Astrid Varnay, soprano svedese (n. 1918)
- 2007 - Teresio Ferraroni, vescovo cattolico italiano (n. 1913)
- 2007 - Jacques Logie, politico, magistrato e storico belga (n. 1938)
- 2007 - Clemente Manco, politico e avvocato italiano (n. 1919)
- 2007 - Noriyasu Numata, pilota motociclistico giapponese (n. 1966)
- 2007 - Gigi Sabani, imitatore, conduttore televisivo e cantante italiano (n. 1952)
- 2007 - John Scott, IX duca di Buccleuch, nobile, militare e politico inglese (n. 1923)
- 2008 - Bruno Chinellato, allenatore di calcio e calciatore italiano (n. 1946)
- 2008 - Joey Giardello, pugile statunitense (n. 1930)
- 2008 - Jurij Larionov, cestista sovietico (n. 1932)
- 2008 - Bruno Morassutti, architetto italiano (n. 1920)
- 2008 - Erik Nielsen, politico canadese (n. 1924)
- 2009 - Gianluigi Porelli, dirigente sportivo italiano (n. 1930)
- 2009 - Billy Simpson, allenatore di calcio e calciatore scozzese (n. 1945)
- 2009 - Tat'jana Ivanovna Ustinova, geologa sovietica (n. 1913)
- 2010 - Silvio Naldi, calciatore italiano (n. 1921)
- 2010 - Rudolf Pellar, attore, cantante e traduttore cecoslovacco (n. 1923)
- 2011 - Angioletta Coradini, astrofisica italiana (n. 1946)
- 2011 - Hilde Heltberg, cantante norvegese (n. 1959)
- 2011 - Lukas Hottinger, paleontologo, geologo e biologo svizzero (n. 1933)
- 2011 - Bill Kunkel, grafico e giornalista statunitense (n. 1950)
- 2011 - Mino Martinazzoli, politico italiano (n. 1931)
- 2011 - Lee Roy Selmon, giocatore di football americano statunitense (n. 1954)
- 2011 - 'A'isha del Marocco, principessa e ambasciatrice marocchina (n. 1930)
- 2012 - Leila Danette, attrice statunitense (n. 1909)
- 2012 - Albert Marre, regista teatrale statunitense (n. 1924)
- 2012 - Gaetano Vergazzola, calciatore e allenatore di calcio italiano (n. 1936)
- 2013 - Eugene Kornel Balon, ittiologo e scrittore canadese (n. 1930)
- 2013 - Aldo Favini, ingegnere italiano (n. 1916)
- 2013 - Michele Gismondi, ciclista su strada italiano (n. 1931)
- 2013 - Ante Jurić, calciatore jugoslavo (n. 1934)
- 2013 - Inge Paulsen, calciatore norvegese (n. 1924)
- 2013 - Silvano Rizza, giornalista italiano (n. 1923)
- 2013 - Stanislav Stepaškin, pugile sovietico (n. 1940)
- 2014 - Martynas Andriukaitis, cestista lituano (n. 1981)
- 2014 - Donatas Banionis, attore lituano (n. 1924)
- 2014 - Gustavo Cerati, musicista argentino (n. 1959)
- 2014 - Franca Falcucci, politica italiana (n. 1926)
- 2014 - Ton Koemans, cestista olandese
- 2014 - Hopeton Lewis, cantante, arrangiatore e disc jockey giamaicano (n. 1947)
- 2014 - Wolfhart Pannenberg, teologo tedesco (n. 1928)
- 2014 - Giovanni Pinarello, ciclista su strada e imprenditore italiano (n. 1922)
- 2014 - Joan Rivers, attrice e comica statunitense (n. 1933)
- 2015 - Antonio Ciciliano, velista italiano (n. 1932)
- 2015 - Jean Darling, attrice, cantante e scrittrice statunitense (n. 1922)
- 2015 - Sylvie Joly, attrice francese (n. 1934)
- 2015 - Rico Rodriguez, trombonista giamaicano (n. 1934)
- 2016 - Ralph Goings, pittore statunitense (n. 1928)
- 2016 - Zvonko Ivezić, allenatore di calcio e calciatore jugoslavo (n. 1947)
- 2016 - Klaus Katzur, nuotatore tedesco orientale (n. 1943)
- 2016 - Novella Nikolaevna Matveeva, poetessa e cantautrice sovietica (n. 1934)
- 2017 - David Consunji, imprenditore e politico filippino (n. 1921)
- 2017 - Bob Kehoe, calciatore, allenatore di calcio e giocatore di baseball statunitense (n. 1928)
- 2017 - Gastone Moschin, attore italiano (n. 1929)
- 2018 - Marijan Beneš, pugile jugoslavo (n. 1951)
- 2018 - Andrea Berardicurti, attore e attivista italiano (n. 1957)
- 2018 - Bill Daily, attore statunitense (n. 1927)
- 2018 - Paul Koech, mezzofondista e maratoneta keniota (n. 1969)
- 2018 - Christopher Lawford, attore statunitense (n. 1955)
- 2018 - Ab McDonald, hockeista su ghiaccio canadese (n. 1936)
- 2018 - Alberto Picotti, scrittore italiano (n. 1929)
- 2018 - Giorgio Pilleri, neurologo italiano (n. 1925)
- 2019 - Edgardo Andrada, calciatore argentino (n. 1939)
- 2019 - Pál Berendi, calciatore ungherese (n. 1932)
- 2019 - Gianna Cobelli, attrice italiana (n. 1936)
- 2019 - Roger Etchegaray, cardinale e arcivescovo cattolico francese (n. 1922)
- 2019 - Tevfik Kış, lottatore turco (n. 1934)
- 2019 - Felipe Ruvalcaba, calciatore messicano (n. 1941)
- 2019 - Giovanni Udovicich, calciatore italiano (n. 1940)
- 2020 - Ajibade Babalade, calciatore nigeriano (n. 1972)
- 2020 - Annie Cordy, attrice e cantante belga (n. 1928)
- 2020 - Gary Peacock, contrabbassista statunitense (n. 1935)
- 2020 - Carl-Henning Wijkmark, scrittore svedese (n. 1934)
- 2020 - Joe Williams, politico e medico cookese (n. 1934)
- 2021 - Albert Giger, fondista svizzero (n. 1946)
- 2021 - Franco Graziosi, attore italiano (n. 1929)
- 2021 - Jörg Schlaich, ingegnere tedesco (n. 1934)
- 2022 - Boris Lagutin, pugile sovietico (n. 1938)
- 2022 - Lee Hyung-kun, sollevatore sudcoreano (n. 1964)
- 2022 - Peter Straub, scrittore e poeta statunitense (n. 1943)
- 2022 - Saint-Ange Vebobe, cestista francese (n. 1953)
- 2023 - Guðbergur Bergsson, scrittore e poeta islandese (n. 1932)
- 2023 - Edith Grossman, traduttrice statunitense (n. 1936)
- 2023 - Steve Harwell, cantante e musicista statunitense (n. 1967)
- 2023 - Michael Molloy, maratoneta irlandese (n. 1938)
- 2023 - Ferid Murad, medico e farmacologo statunitense (n. 1936)
- 2023 - Hassan Rahnavardi, sollevatore iraniano (n. 1927)
- 2023 - Jurate Rosales, giornalista venezuelana (n. 1929)
- 2023 - Anton Tus, generale croato (n. 1931)
- 2023 - Gary Wright, cantante, tastierista e attore statunitense (n. 1943)
- 2024 - Luis Ayala, tennista cileno (n. 1932)
- 2024 - Vladimir Bure, nuotatore sovietico (n. 1950)
- 2024 - Bora Đorđević, cantante, musicista e politico serbo (n. 1952)
- 2024 - Hermes Ramírez, velocista cubano (n. 1948)

## Senza anno specificato(1)
- Caletrico di Chartres, vescovo franco